# Спецмагнит
АО «Спецмагнит» —  разработчик и производитель постоянных магнитов и магнитных элементов и систем на основе этих магнитов для электроники, электротехники и приборостроения, расположенное в г.Москва.

Входит в холдинговую компанию «Росэлектроника» Государственной корпорации «Ростех».

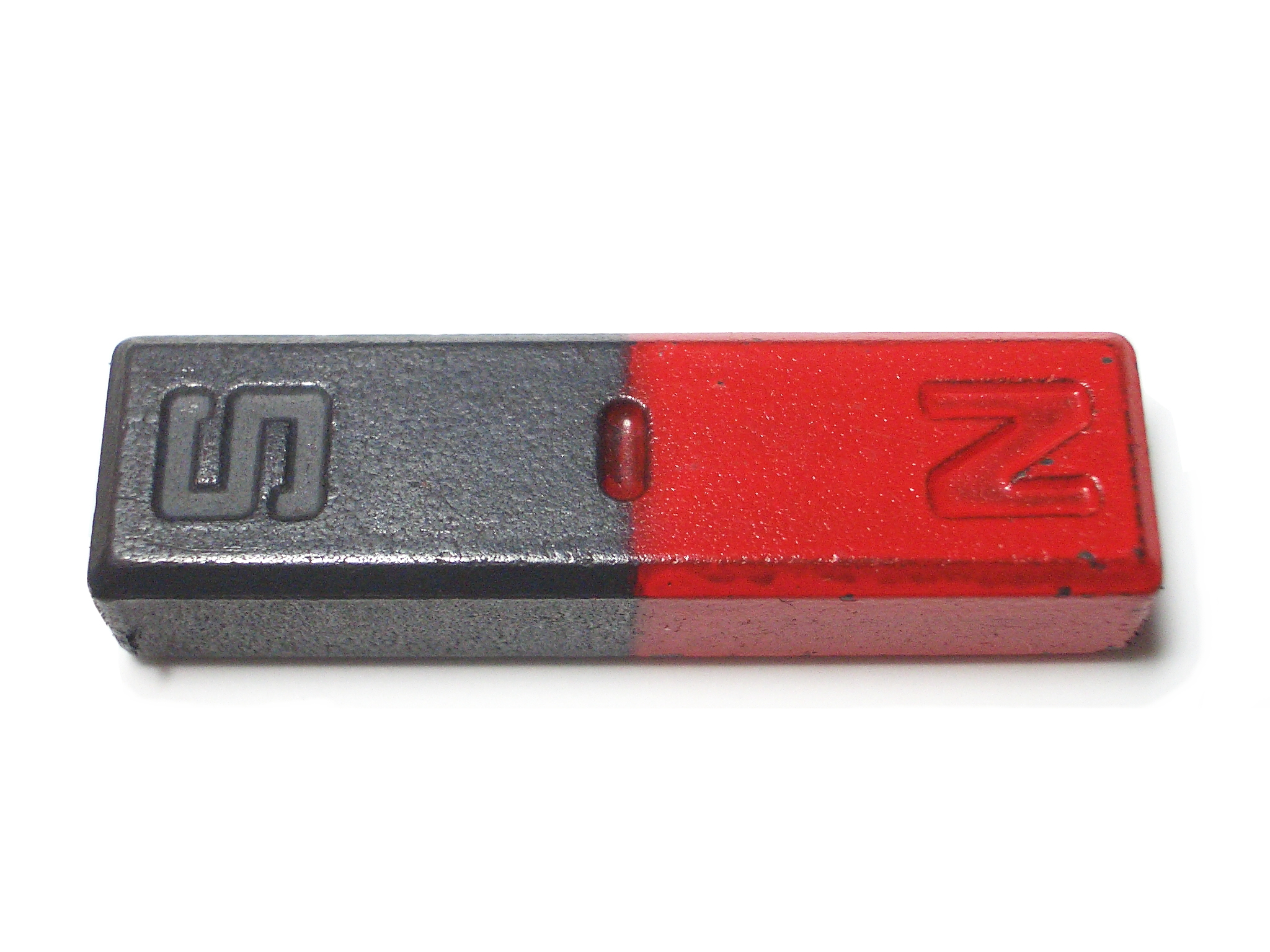
Постоянный магнит

## О предприятии
На основе магнитов собственного производства типа ХК (CKS), самарий-кобальт, Nd-Fe-B (неодим-железо-бор) и Альнико предприятие выпускает магнитные элементы и системы (МЭС) для различных областей применения:

•МЭС для фокусировки и транспорта электронных потоков электровакуумных приборов;

•магнитные сепараторы и металлоотделители (железоотделители) для очистки от ферромагнитных загрязнений продукции пищевых, кормовых, химических, стекольных производств и производства строительных материалов

•МЭС для обработки воды и водных растворов в целях предотвращения образования и ликвидации уже отложившейся накипи;

•магнитные муфты и магнитные фильтры;

•МЭС роторов электрических машин;

•МЭС диагностических комплексов неразрушающего контроля;

•МЭС грузоподъемных механизмов и пр.
С 1992 года на предприятии действует Государственный центр испытаний средств магнитных измерений «Магнетест» — единственный в стране специализированный центр магнитных измерений в области магнитотвердых материалов и постоянных магнитов. ГЦИ СИ «Магнетест» аккредитован Госстандартом РФ в 1993 и 2003 гг. и внесён в Госреестр СИ (рег. № 30019-93/03).

## Инновационные разработки
На выставке «Открытые инновации»-2014 АО «Спецмагнит» представил систему спасения людей из высокоэтажных зданий. В основе разработки лежит энергонезависимая магнитная система вихретокового торможения, разработка основана на магнитной системе, используемой при производстве предприятием системы торможения для аттракциона "Башня свободного падения".

Магнитные системы кабин взаимодействуют с электропроводной шиной, расположенной в вынесенной за пределы здания и защищенной от огня шахте. При движении кабины с людьми под действием силы тяжести в шине возникают индукционные вихревые токи, взаимодействие которых с полем магнитной системы создает силу торможения. Такая кабина может опускать до 25 человек с высоты до 100 м менее чем за минуту.